# Estadio Modelo Alberto Spencer Herrera
Estadio Modelo Alberto Spencer Herrera – wielofunkcyjny stadion w Guayaquil w Ekwadorze, właścicielem jest Fedeguayas. Jest obecnie używany głównie dla meczów piłki nożnej i jest domową areną klubów: Rocafuerte Fútbol Club, Club 9 de Octubre, Club Sport Patria, Club Deportivo Everest, Calvi Fútbol Club, Panamá Sporting Club i Club Sport Norteamérica. Stadion mieści 45 000 osób. Został wybudowany i otwarty w 1959 roku.